# Удовлетворенность жизнью
Удовлетворенность жизнью — это способ[уточнить], которым люди показывают свои эмоции, чувства, а также мера благополучия, оцениваемая с точки зрения настроения, удовлетворенности отношениями, достигнутыми целями, я-концепциями и способностью справляться с повседневными проблемами. Удовлетворенность жизнью предполагает благоприятное отношение к своей жизни, а не оценку текущих чувств. Она измерялась в зависимости от экономического положения, уровня образования, жизненного опыта, места жительства и многих других признаков. Удовлетворенность жизнью является ключевой частью субъективного благополучия. Существует множество факторов, как внутренних, так и внешних, которые способствуют благополучию и удовлетворенности жизнью.

## Факторы, влияющие на удовлетворенность жизнью

### Личность
Одной из основных концепций личности является модель «большой пятерки». Эта модель иллюстрирует то, что некоторые исследователи считают строительными блоками личности каждого человека. Эта модель учитывает такие аспекты, как открытость опыту, добросовестность, экстраверсия, приятность и невротизм. В исследовании, проведенном Деневе и Купером в 1998 году, были проанализированы многочисленные исследования с использованием определённых личностных опросников, которые связывали субъективное благополучие и личностные показатели. Учёные обнаружили, что невротизм является самым сильным предиктором удовлетворенности жизнью. Невротизм часто встречается у людей, которым трудно принять решение, и у страдающих психическими заболеваниями. Личностный фактор «открытость опыту» положительно коррелирует с удовлетворенностью жизнью. Помимо личностных измерений, изученных в модели большой пятерки, с удовлетворенностью жизнью был связан хронотип признака; люди, ориентированные на утро («жаворонки»), показали более высокую удовлетворенность жизнью, чем люди, ориентированные на вечер («совы»).
Более частая социализация также может способствовать общему благополучию. Было показано, что социальная поддержка через других влияет на благополучие взрослых и общее состояние здоровья этих людей. Таким образом, люди, которые склонны к общению и которые считаются более открытыми для других, будут иметь более высокий уровень удовлетворенности жизнью. Ещё одним фактором, который часто учитывается при ранжировании удовлетворенности жизнью, являются гены человека и как они влияют на его черты характера (наследуемость). Доказано, что наследуемость играет определённую роль в личности и опыте человека, и исследования показывают, что наследуемость может в некоторой степени влиять на удовлетворенность жизнью.

### Самооценка
Индекс удовлетворенности жизнью — это единый показатель, которая используется ЮНЕСКО, ЦРУ, ВОЗ, New Economics Foundation для измерения того, как человек оценивает свою самооценку и общее благополучие в жизни. Предыдущее моделирование показало, что позитивные взгляды и удовлетворенность жизнью были полностью опосредованы концепцией самооценки, а также различными способами восприятия людьми идей и событий. Несколько исследований показали, что самооценка играет определённую роль в удовлетворенности жизнью. Когда человек знает себя и свою ценность, он склонен мыслить позитивно.

### Взгляд на жизнь
Настроение человека и его взгляд на жизнь в значительной степени влияют на восприятие его собственной удовлетворенности жизнью. Надежда и оптимизм — это две коррелирующие эмоции, которые могут влиять на то, как люди воспринимают свою жизнь. Обе они состоят из когнитивных процессов, которые обычно ориентированы на достижение и восприятие целей. Кроме того, оптимизм связан с более высокой удовлетворенностью жизнью, в то время как пессимизм связан с симптомами депрессии. Чем счастливее люди, тем меньше они сосредотачиваются на негативных аспектах своей жизни. Более счастливые люди также имеют большую склонность любить других людей, что способствует более счастливой окружающей среде. Это коррелирует с более высоким уровнем удовлетворенности человека своей жизнью из-за представления о том, что конструктивность в отношениях с другими людьми может положительно влиять на удовлетворенность жизнью.

### Возраст
Распространено мнение, что зависимость удовлетворенности жизнью от возраста имеет «U-образную форму», причем удовлетворенность жизнью снижается к среднему возрасту, а затем растет по мере того, как люди становятся старше. Однако учёные обнаружили, что нет общей возрастной тенденции в удовлетворенности жизнью. Психологи Юваль Палги и Дов Шмоткин изучали людей, которым в основном было за девяносто. Оказалось, что эта группа испытуемых высоко ценила свое прошлое и настоящее. Но в целом группа меньше думала о своем будущем. Эти люди были очень довольны своей жизнью до того момента, когда их обследовали, но знали, что конец близок, и поэтому не были полны надежд на будущее. Интеллект также является важным фактором, потому что удовлетворенность жизнью растет по мере того, как люди становятся старше; по мере того, как они становятся старше, они становятся мудрее и более осведомленными, и лучше понимают важные вещи в жизни.
Было зафиксировано, что подростки, по-видимому, имеют более низкий уровень удовлетворенности жизнью, чем представители старших поколений. Это может быть связано с тем, что подросткам неизбежно приходиться принимать решения впервые в жизни. Хотя подростки испытывают неуверенность во многих аспектах своей жизни, удовлетворенность друзьями оставалась на постоянном уровне. Предполагается, что это связано с тем, что подросток может легче идентифицировать себя с людьми своей возрастной группы по сравнению с другими возрастными группами. В этом же исследовании исследователи обнаружили, что удовлетворенность семьёй снизилась. Это может быть связано с тем, что родители, как правило, применяют больше правил и предписаний, и подростки склонны демонизировать тех, кто их контролирует.

### Жизненные события и переживания
Было высказано предположение, что существует несколько факторов, которые способствуют нашему уровню удовлетворенности жизнью. Переживания, которые являются как острыми событиями (например, смерть близкого человека), так и хроническими, повседневными переживаниями (например, продолжающиеся семейные разногласия), влияют на оценку о своей удовлетворенности жизнью. Различия в опыте могут в значительной степени влиять на то, как мы наблюдаем и взаимодействуем с окружающим миром. Это может повлиять на то, как мы говорим с людьми, как мы действуем на публике и на наше общее мировоззрение. Эти переживания, которые формируют то, как мы думаем о нашем окружении, влияют на нашу удовлетворенность жизнью. Тот, кто склонен видеть мир в более негативном свете, может иметь совершенно иной уровень удовлетворения, чем тот, кто постоянно восхищается красотой своего окружения. Люди, которые в среднем испытывают больше стресса, как правило, имеют более высокий уровень переносимости стресса, что может способствовать более высокому уровню удовлетворенности жизнью, если они понимают, как справиться со своим стрессом позитивным образом.

### Сезонные эффекты
Недавнее исследование анализирует зависящие от времени ритмы счастья, сравнивая удовлетворенность жизнью по дням недели (невроз выходного дня), дням месяца (негативные последствия к концу месяца) и году с полом и образованием и описывая наблюдаемые различия. В основном в зимние месяцы года на нас может повлиять начало депрессии, которая называется сезонным аффективным расстройством. Он периодически повторяется, начиная с осенних или зимних месяцев и прекращаясь весной или летом. Говорят, что те, кто испытывает это расстройство, обычно также имеют серьёзное депрессивное или биполярное расстройство, которое может быть наследственным, а также затрагивать членов семьи.
Предполагается, что сезонное аффективное расстройство вызвано уменьшением воздействия света окружающей среды, что может привести к изменению уровня химического нейромедиатора серотонина. Снижение активного уровня серотонина усиливает депрессивные симптомы. В настоящее время существует несколько методов лечения, чтобы помочь с сезонным аффективным расстройством. Первая линия терапии — это светотерапия. Светотерапия включает в себя воздействие яркого белого света, который имитирует наружный свет, противодействуя предполагаемой причине печали. Из-за сдвигов в нейрохимических уровнях антидепрессанты являются ещё одной формой терапии. Помимо светотерапии и антидепрессантов, существует несколько альтернатив, которые включают агомелатин, мелатонин, психологические вмешательства, а также изменения в диете и образе жизни. Исследования показали, что начало расстройства обычно происходит в возрасте 20-30 лет, но большинство пострадавших людей не обращаются за медицинской помощью. Это может быть связано со стигматизацией проблем с психическим здоровьем. Многие боятся заявить, что они страдают, и предпочитают скрывать это.

### Ценности
Предполагается, что общая удовлетворенность жизнью исходит изнутри человека, из его личных ценностей и того, что он или она считает важным. Для одних это семья, для других — любовь, а для третьих — деньги или другие материальные ценности; в любом случае, это варьируется от одного человека к другому. Исследования показали, что материалисты были преимущественно мужчинами, и что материалисты также сообщали о более низком уровне удовлетворенности жизнью, чем их коллеги-нематериалисты. То же самое относится и к людям, которые ценят деньги больше, чем помощь другим людям; это происходит потому, что за деньги они могут приобрести активы, которые считают ценными. Материалисты менее удовлетворены жизнью, потому что они постоянно хотят все больше и больше вещей, и как только эти вещи получены, они теряют ценность, и цикл продолжается. Если у них не хватает денег, чтобы удовлетворить свою тягу к большему количеству предметов, они становятся еще более неудовлетворенными. Это называется гедонистической беговой дорожкой. Люди, сообщившие о высокой ценности традиций и религии, а также те, которые ценили искусство, творчество и межличностные отношения — качества, не связанные с материальными благами — сообщили о более высоком уровне удовлетворенности жизнью. Когда наступают трудные времена, люди часто рассчитывают на помощь своих родственников и знакомых, поэтому неудивительно, что более высокий уровень удовлетворенности жизнью был отмечен у людей, которые имели социальную поддержку.

### Культура
Культура, опирающаяся на глубоко укоренившиеся общественные ценности и убеждения, влияет на субъективное благополучие. Благополучие включает в себя как общую удовлетворенность жизнью, так и относительный баланс положительного и отрицательного влияния в повседневной жизни. Культура направляет внимание на различные источники информации для вынесения суждений об удовлетворенности жизнью, тем самым влияя на субъективную оценку благополучия. Индивидуалистические культуры направляют внимание на внутренние состояния и чувства (такие как положительные или отрицательные аффекты), в то время как в коллективистских культурах внимание направлено на внешние источники (например, соблюдение социальных норм или выполнение своих обязанностей). Большинство современных западных обществ (США и европейские страны), тяготеют к индивидуализму, в то время как восточные общества, такие как Китай и Япония, ориентированы на коллективизм. Коллективистские культуры подчеркивают семейное и социальное единство. Они ставят потребности других выше своих индивидуальных желаний. Индивидуалистическая культура ориентирована на собственные личные достижения и предполагает сильное чувство конкуренции. Она предполагает, что люди полностью несут ответственность на свою жизнь и должны полагаться на себя. Говорят, что Соединенные Штаты являются одной из самых индивидуалистических стран, а Корея и Япония являются самыми коллективистскими странами. Однако у обеих культур есть свои недостатки. Индивидуалистический подход может привести к одиночеству. В то же время люди, принадлежащие к коллективистской культуре, могут быть склонны испытывать страх быть отвергнутыми.

### Семья
Удовлетворенность жизнью также можно рассматривать в новом качестве под влиянием семьи. Удовлетворенность семейной жизнью является актуальной темой, поскольку семья каждого человека каким-то образом влияет на него, и большинство людей стремятся иметь высокий уровень удовлетворенности жизнью в своей собственной семье. Гэри Боуэн в своей статье "Удовлетворенность семейной жизнью: ценностный подход" исследует, как удовлетворенность семейной жизнью повышается за счет способности членов семьи совместно реализовывать свои семейные ценности в поведении. Важно изучить удовлетворенность семейной жизнью всех членов семьи с "воспринимаемой" и "идеальной" точек зрения. Большая удовлетворенность жизнью в семье возрастает благодаря общению и пониманию отношения и восприятия каждого члена семьи.
В статье Кэролайн Генри "Family System Characteristics, Parental Behaviors, and Adolescent Family Life Satisfaction" говорится, что удовлетворенность жизнью подростков имеет совершенно иное происхождение, чем удовлетворенность жизнью взрослых. Удовлетворенность жизнью подростка в значительной степени зависит от динамики и особенностей его семьи. Семейные узы, гибкость семьи, родительская поддержка — основные факторы, влияющие на удовлетворенность жизнью подростка. Чем больше связей, гибкости и поддержки в семье, тем выше удовлетворенность жизнью подростка. Результаты этого исследования также показали, что подростки, живущие в доме с одним родителем, имели значительно более низкую удовлетворенность жизнью, чем подростки в доме с двумя родителями.
Семья также относится к удовлетворенности жизнью совсем по-другому: решение женщины иметь детей или нет. В статье "Relationship between Information Search in the Childbearing Decision and Life Satisfaction for Parents and Nonparents" Кэрол Холахан показывает, что бездетные женщины имеют гораздо более высокую удовлетворенность жизнью, чем женщины с детьми. Женщины, которые сознательно решили не иметь детей, в целом имели очень высокую удовлетворенность жизнью. Было обнаружено, что большая часть удовлетворенности жизнью связана с карьерой, а не с детьми. С другой стороны, женщины, у которых были дети, имели высокую удовлетворенность жизнью, которая зависела от причин и принятия решений о рождении детей. Это всего лишь обобщения, и удовлетворенность жизнью исходит из множества различных источников, которые уникальны и различны для каждого человека. Удовлетворенность жизнью может все время смещаться от событий, ситуаций, последствий для семьи и друзей и многих других вещей, которые все должны быть приняты во внимание.
С другой стороны, на удовлетворенность жизнью также влияют отцовство и пары, принимающие детей в свои отношения. Исследования показали, что взрослые с детьми менее счастливы из-за меньшей удовлетворенности жизнью, меньшей удовлетворенности браком, большей тревоги и депрессии.

### Брак
Брак имеет корреляцию с удовлетворенностью жизнью, но причинно-следственная связь всё ещё обсуждается. Во многих исследованиях не рассматривается вопрос о том, может ли самостоятельный выбор быть фактором, влияющим на взаимосвязь между браком и удовлетворенностью жизнью. Другими словами, вполне возможно, что более счастливые люди с большей вероятностью вступят в брак, рисуя в воображении другую картину последствий брака перед вступлением. Кроме того, даже если существует такой причинно-следственный эффект, социальная изоляция и стигматизация, испытываемые одинокими, могут быть ответственны за сравнительно высокий уровень удовлетворенности жизнью среди супружеских пар.

### Карьера
Карьера является важным компонентом удовлетворенности жизнью. Выполнение чего-то значимого и продуктивного способствует чувству удовлетворенности жизнью. Потребность в достижениях является неотъемлемой частью становления полностью функционального человека, и когда человек реализовал себя в определённой области, он будет более способен видеть светлые стороны в своей жизни, тем самым повышая удовлетворенность собственной жизнью. На международном уровне заработная плата имеет важное значение — уровень дохода показывает умеренную корреляцию с индивидуальными оценками удовлетворенности жизнью. Однако в развитых странах эта связь слаба и по большей части исчезает, когда люди зарабатывают достаточно денег для удовлетворения основных потребностей.